# هاري كينغ (لاعب كريكت)
هاري كينغ (6 نوفمبر 1881 بليستر في المملكة المتحدة - 30 يونيو 1947) (بالإنجليزية: Harry King)‏ هو لاعب كريكت بريطاني وبريطاني (وحمل سابقاً جنسية المملكة المتحدة لبريطانيا العظمى وأيرلندا). لعب مع نادي مقاطعة ليسترشاير للكريكت ‏.

## وصلات خارجية
- هاري كينغ على موقع إي آس بي آن كريك إنفو (الإنجليزية)